# 貝爾尼 (阿肯色州)
貝爾尼（英語：Beirne）是位於美國阿肯色州克拉克縣的一個非建制地區。該地的面積和人口皆未知。

## 地理
貝爾尼的座標為33°53′19″N 93°12′15″W / 33.88861°N 93.20417°W，而該地的平均海拔高度為68米（即223英尺）。